# カイラス山
カイラス山（カイラスさん、Kailash / Kailas）、または カン・リンポチェ（チベット語: གངས་རིན་པོ་ཆེ་、中国語: 岡仁波齐峰）は、チベット高原西部（ンガリ）に位置する山。
サンスクリット名はカイラーサ（कैलास Kailāsa）。カイラーサの語源は不明だが、サンスクリットで水晶を意味するケーラーサ（केलास）と関係があるかもしれない。この名称が英語等へ伝わった Kailash / Kailas が、日本語における名称「カイラス」の直接の由来である。
標高6656mの未踏峰。信仰の山であるため、登頂許可は下りない。ただし聖者ミラレパ（1040年 - 1123年 / 1052年 - 1135年）が山頂に達したという伝説が有る。

## 信仰

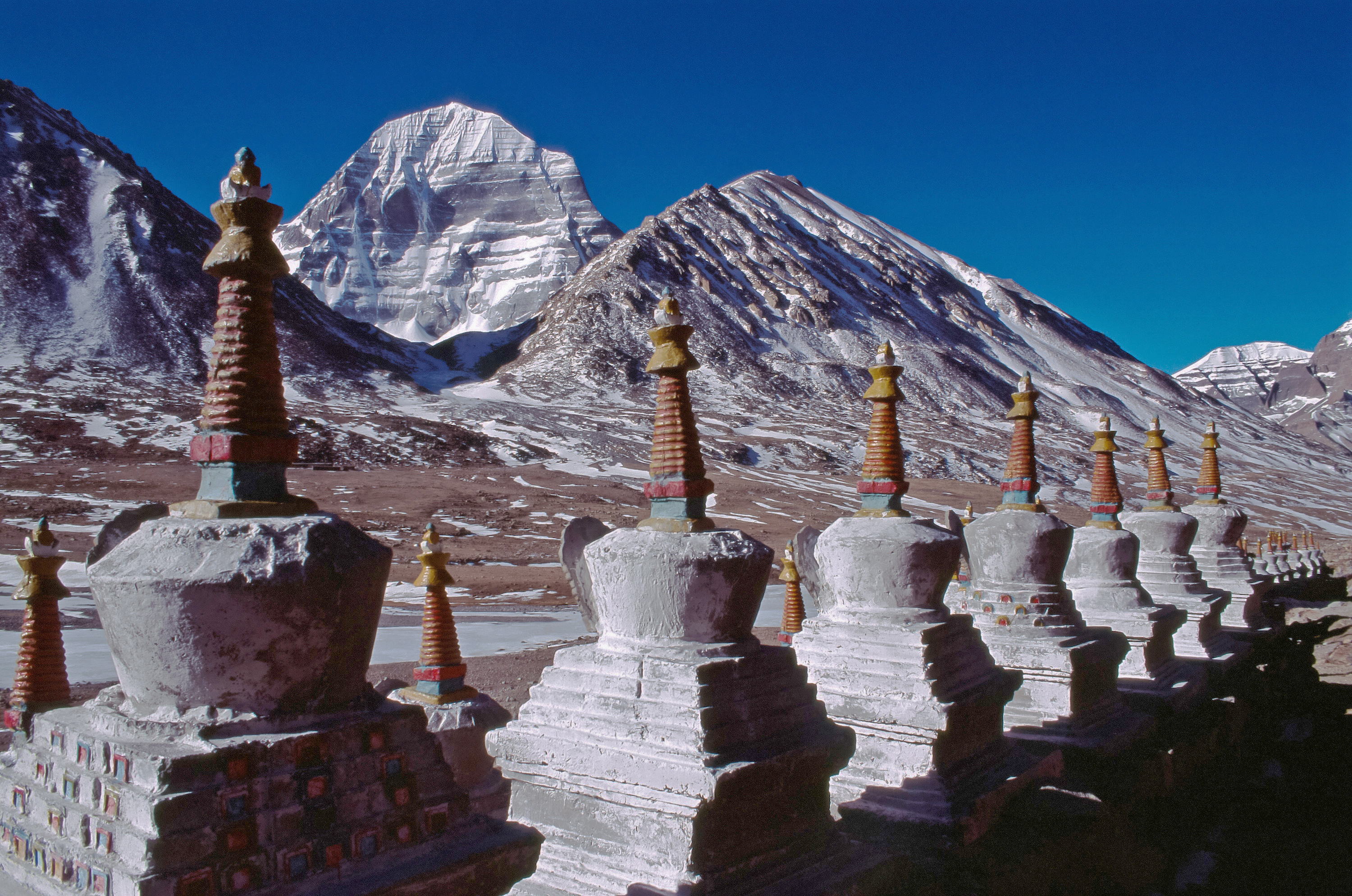
カイラス山北壁と
ストゥーパ

仏教（特にチベット仏教）、ボン教、ヒンドゥー教、ジャイナ教で聖地とされる。聖地とする理由は様々であるが、例えば、ヒンドゥー教ではカイラス山をリンガ（男根）として崇拝し、ボン教では開祖のシェーンラップ・ミヨが降臨した地としている。カイラス山の周囲の巡礼路を、チベット仏教徒は右回りに、ボン教徒は左回りにコルラと呼ばれる巡礼行為を行う。ジャイナ教と安息教の信徒たちは反時計回りに山を回りながら歩く。一周約52kmある巡礼路は、ゲルワ・グーツァンパが開いたといわれている。
この巡礼路沿いにタルチョ、いくつかのチベット僧院（ゴンパ）、鳥葬場や仏足跡を見ることができる。巡礼路最高点ドルマ・ラは、標高5630m。日本人チベット巡礼僧の河口慧海は、「三途の逃れ坂」と呼んだ。通常の巡礼路の内側に、ナンコルと呼ばれる巡礼路もある。山麓南側にタルチェン村がある。
巡礼者の多くはコルラを13回行う。特にチベット暦の午年には、1回のコルラで12回分の功徳が得られるとされ、多くの巡礼者を集める。巡礼へと向かう行為自体が功徳であるが、信仰心の厚いチベット仏教徒ではさらに五体投地（キャンヂャー）による礼拝でコルラを行う者も少なくない。

### 同一視
チベット仏教で須弥山と同一視される。ジャイナ教ではまた、最初のティールタンカラであるリシャバが没したアシュターバダと同一視される。

## 到達困難峰として
また、チベット仏教徒に限らず、近年では、同地を訪れる団体旅行客やバックパッカーも多い。宗教的な威厳もさることながら、公共交通手段がほとんどなく、入境許可証の入手も困難であることから、バックパッカーにとっても聖地としての色彩を帯びている。一方で、1998年には、ラサ方面からヒッチハイクでカイラス山を目指した日本人3名が行方不明になる事件も発生している。

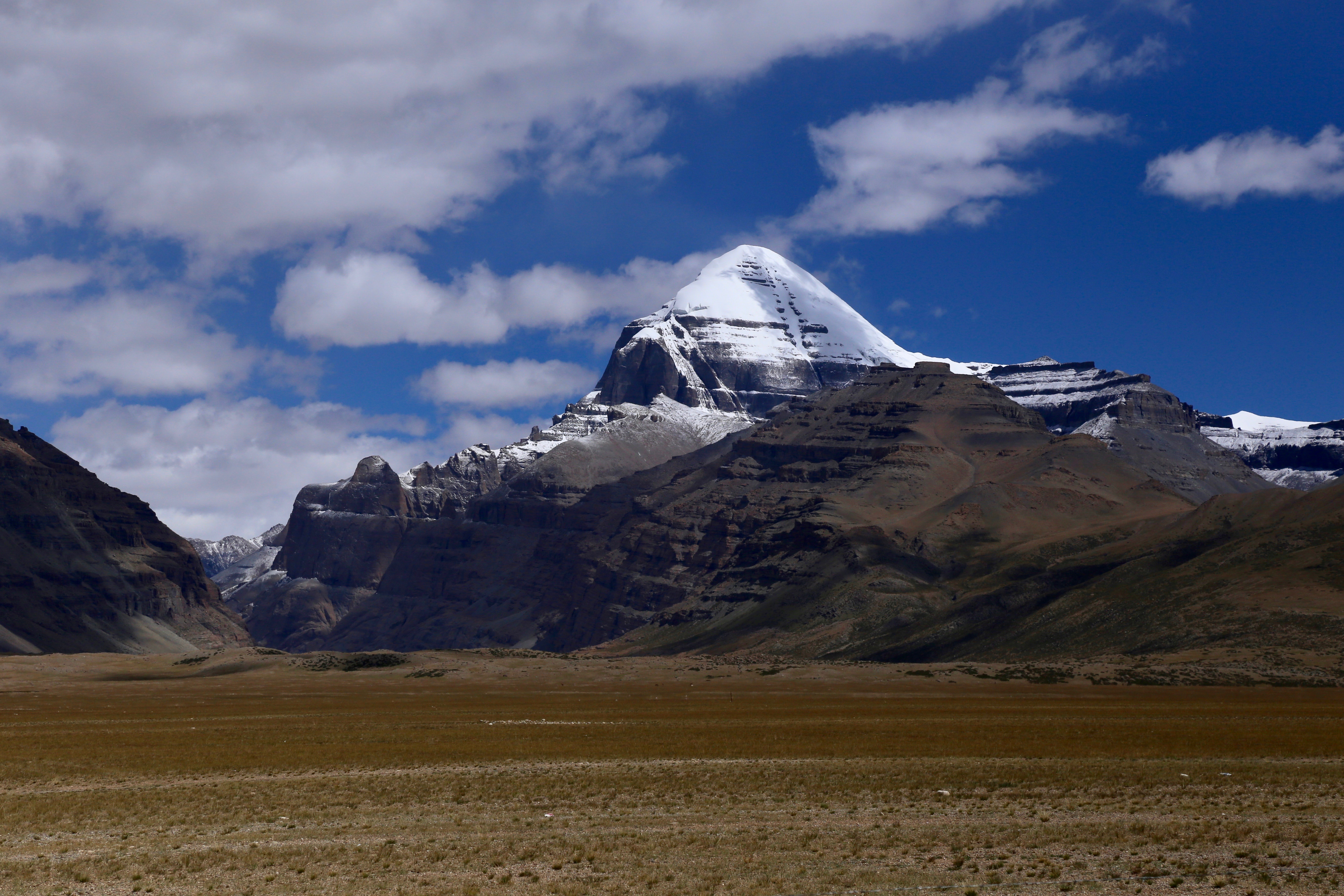
南西から
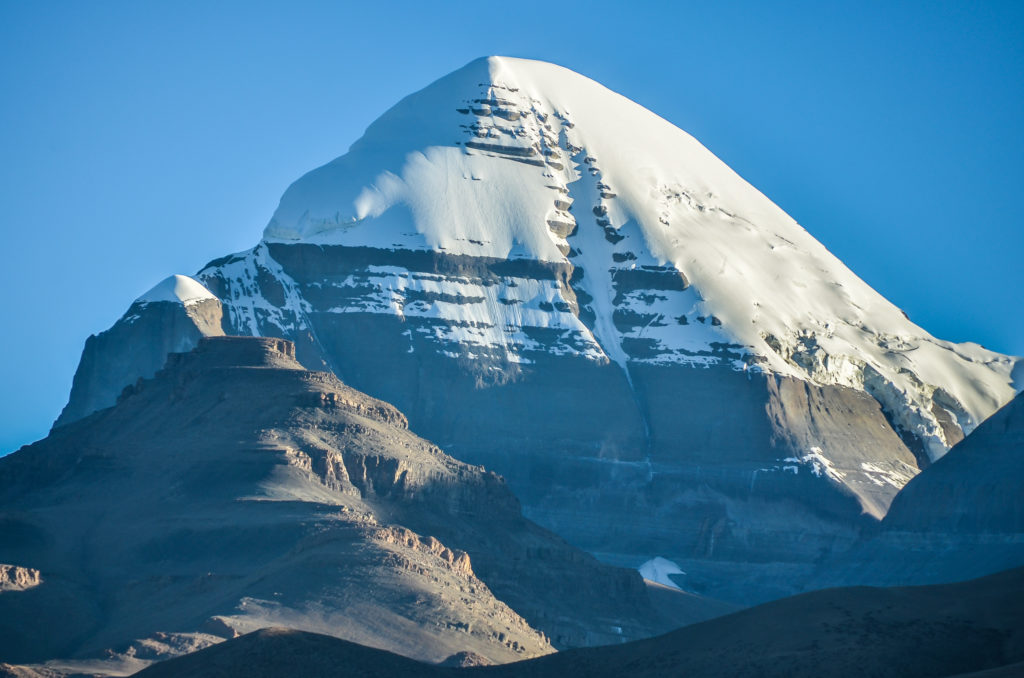
南壁
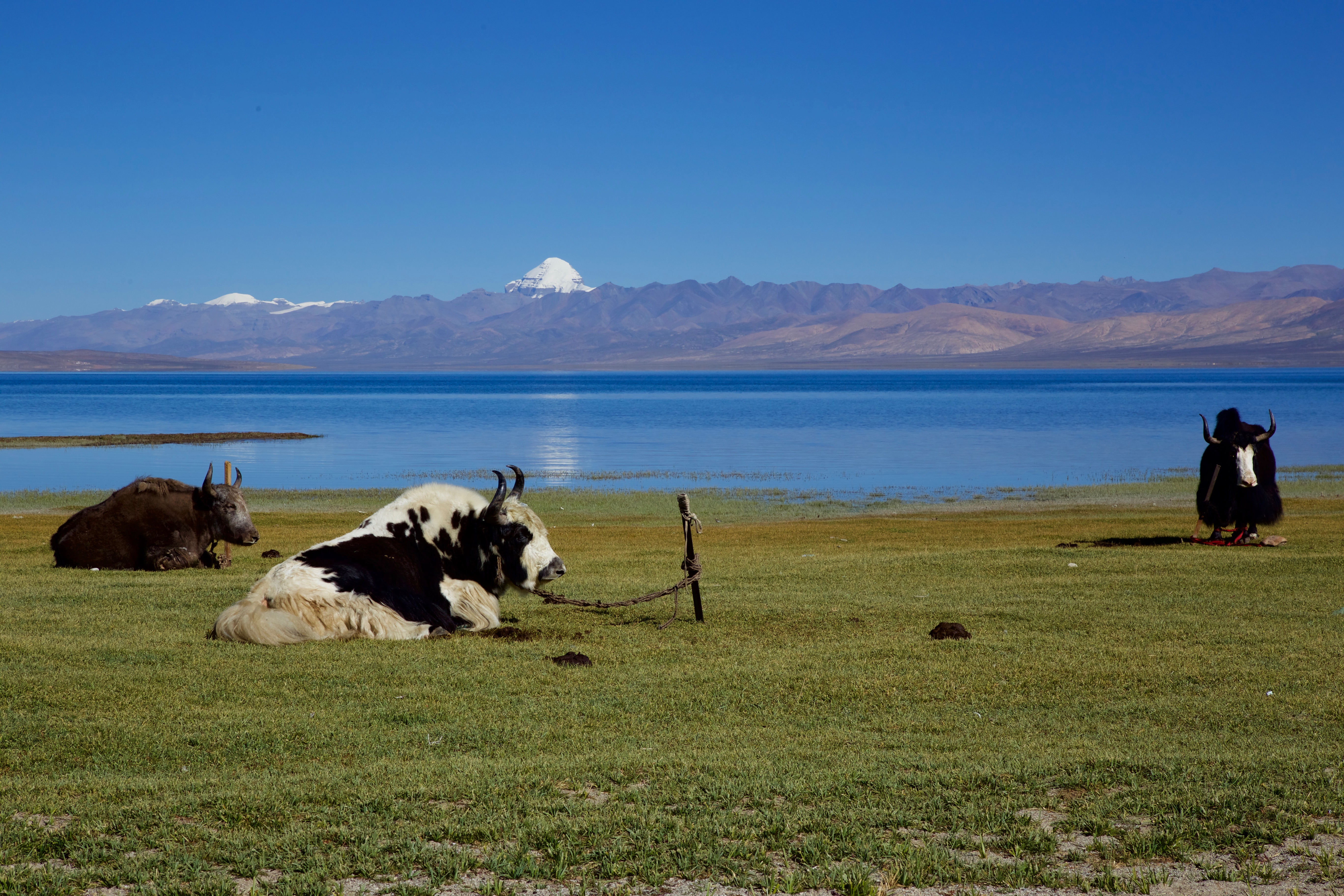
南南東から、突出しているのがカイラス山

## ゴンパ
- チュク・ゴンパ
- ディラプク・ゴンパ
- ズゥトゥプク・ゴンパ